# Réserves de biosphère en Suisse
La Suisse possède deux réserves de biosphère reconnues par l'UNESCO dans le cadre du programme sur l'homme et la biosphère. Ces réserves sont également classées comme parc d'importance nationale.

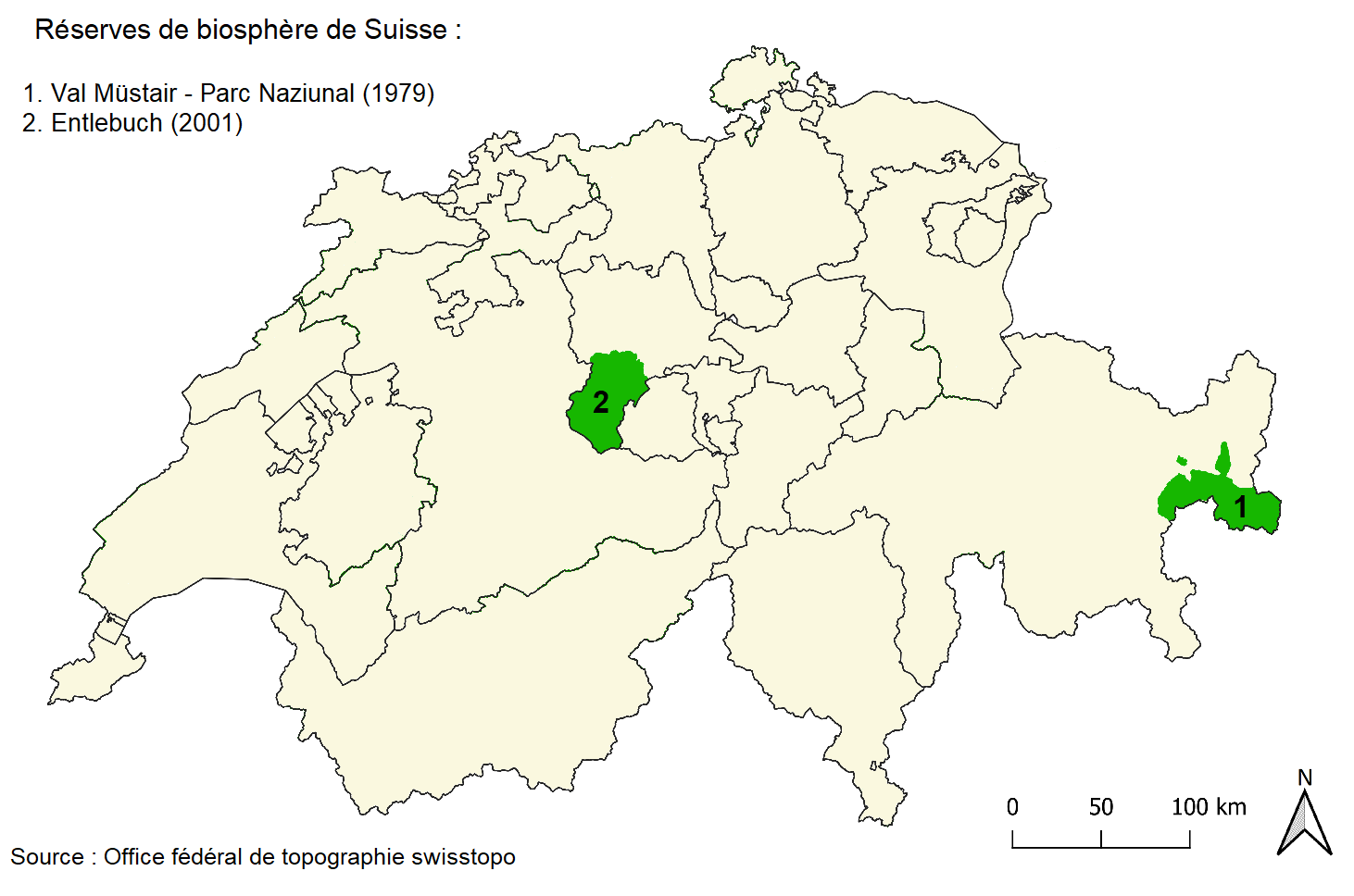
Carte des réserves de biosphère en Suisse

## Les réserves de biosphère

### La réserve de biosphère Val Müstair - Parc Naziunal

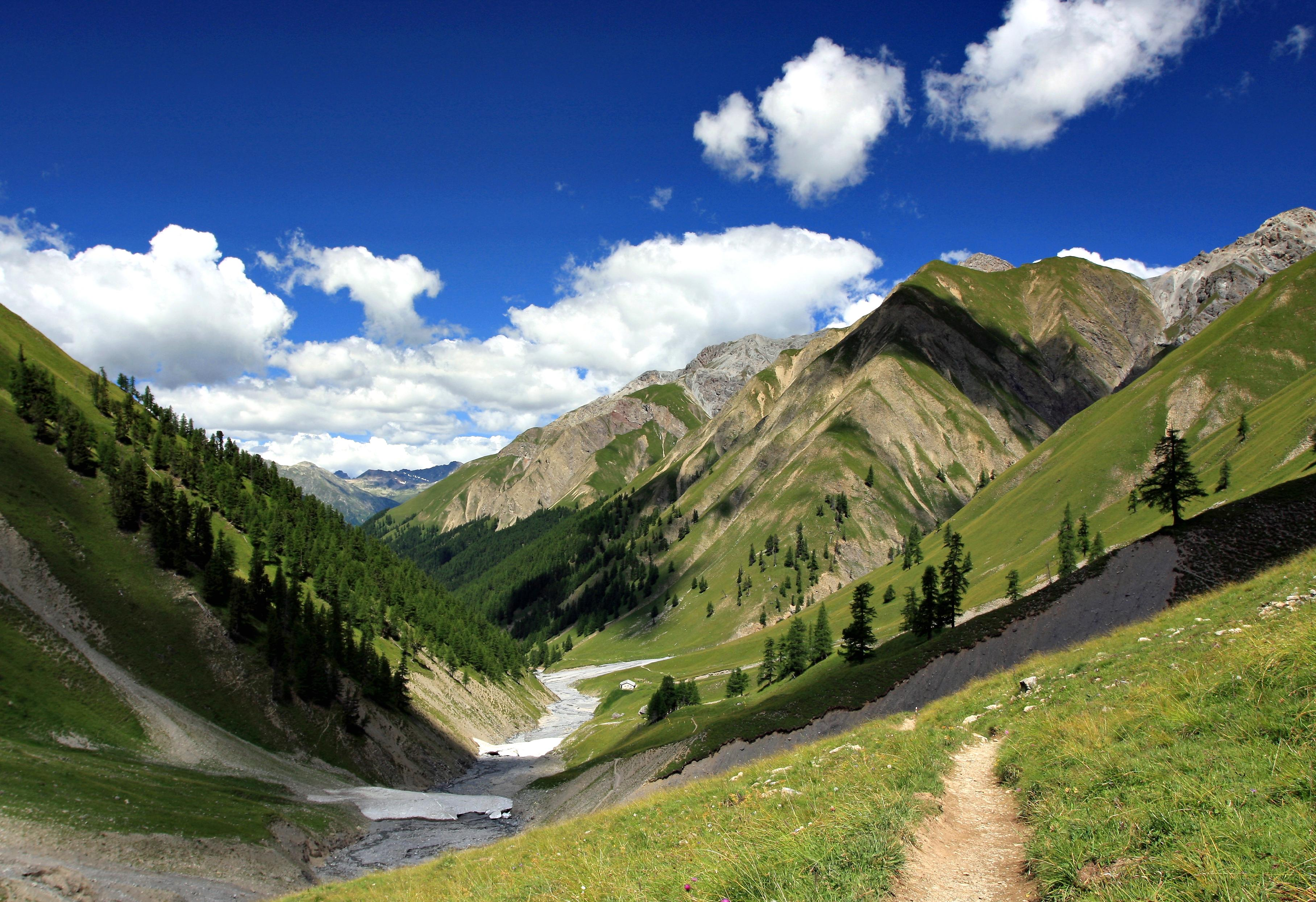
La réserve de biosphère Val Müstair - Parc Naziunal

La réserve de biosphère Val Müstair - Parc Naziunal a été créée en 1979 sous l'appellation "Parc National Suisse", puis renommée en 2010. Le Val Müstair est reconnu comme zone tampon et aire de transition depuis le 2 juin 2010. Elle possède une surface de 37 065 ha.

### La réserve de biosphère de l'Entlebuch

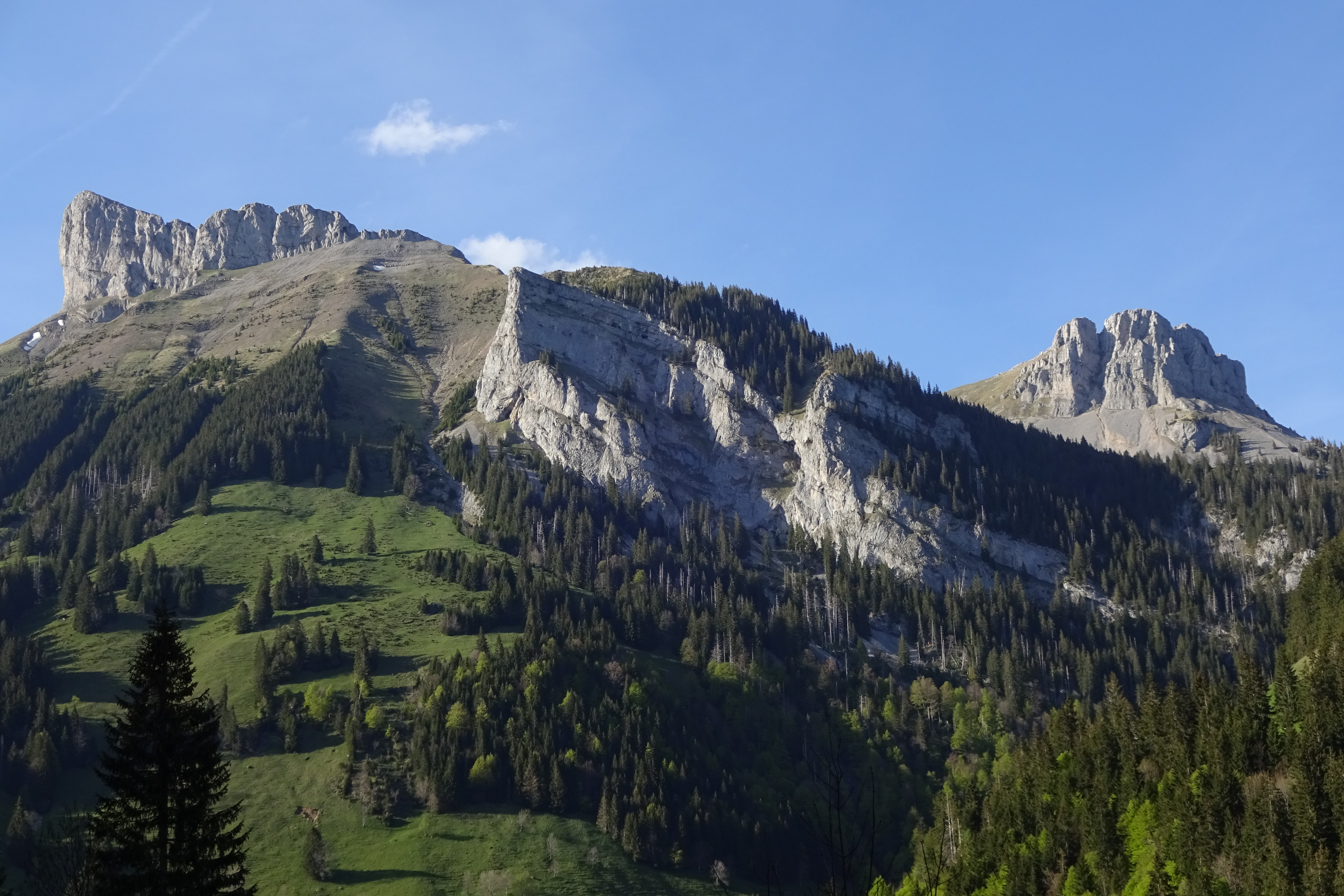
La réserve de biosphère de l'Entlebuch

La réserve de biosphère de l'Entlebuch a été créée en 2001. Elle possède une surface de 39 659 ha.